# Anton Sminck van Pitloo
Anton Sminck van Pitloo (Arnhem, 8 maggio 1790 – Napoli, 22 giugno 1837) è stato un pittore olandese.
È considerato, insieme a Giacinto Gigante, fra i maggiori esponenti della scuola di Posillipo.

## Biografia

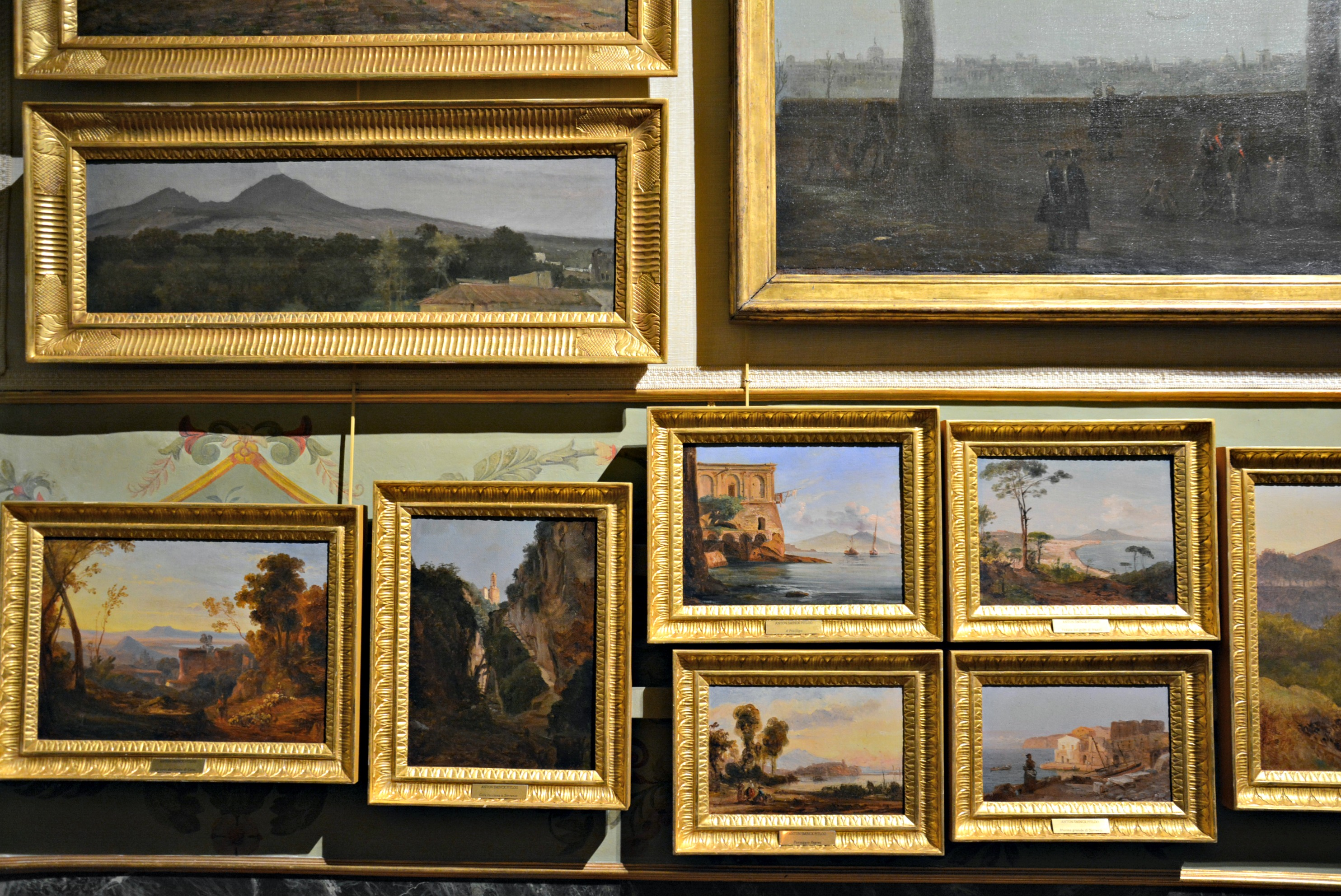
Opere di Pitloo esposte nelle gallerie museali di palazzo Zevallos, a Napoli

L'esatta dizione del nome è Anton Sminck Pitlo. Egli aggiunse a Napoli una seconda «o» al cognome probabilmente per sottolineare l'origine straniera; per gli artisti napoletani era il signor «Pitloo».
Cominciò da ragazzo a studiare disegno e pittura nella natia Arnhem, presso la scuola del pittore acquarellista H.J. van Ameron. Pitloo poté proseguire gli studi prima a Parigi, grazie a una borsa di studio offertagli da Luigi Bonaparte, per poi concludere nel 1811 l'iter accademico a Roma, tappa obbligata di ogni grand tour dove era già presente una folta comunità di artisti connazionali. Dopo la caduta di Bonaparte, Pitloo non poté più beneficiare del sussidio e venne inviato a Napoli presso il conte Gregorio Orloff, diplomatico russo ed estimatore d'arte, che gli offri una prima ospitalità.
Nel frattempo viaggiò instancabilmente, recandosi in Sicilia, in Svizzera e nuovamente a Roma, dove conobbe Giulia Mori, sorella del noto incisore Ferdinando Mori. Si sposarono il 31 dicembre del 1818, nel quartiere Chiaia di Napoli. Egli decise di stabilirsi definitivamente nella città borbonica, in quanto vi riconobbe una committenza ideale e un fecondo stimolo per la sua arte. A Napoli, infatti, Pitloo dipinse quadri dove fornì una personalissima interpretazione del nascente gusto romantico, destinata a essere particolarmente apprezzata dalle nuove generazioni di pittori. Fu per questo motivo che nel 1820 aprì una scuola privata di pittura, attraverso la quale consolidò la propria fama collocandosi come capostipite della scuola di Posillipo. Alla scuola di Posillipo appartennero numerosi pittori, quasi tutti allievi di Pitloo, destinati a diventare fautori di una rinnovata fortuna della pittura di paesaggio: speciale menzione meritano, in tal senso, Giacinto Gigante, Salvatore Fergola, Gabriele Smargiassi, Teodoro Duclère, Achille Vianelli.
Nel 1822 Pitloo vide pienamente riconosciuti i suoi meriti quando ricevette la nomina di Professore Onorario presso il Reale Istituto di Belle Arti di Napoli. A testimonianza del suo riconoscimento pittorico, nel 1824 gli venne affidata la cattedra di paesaggio presso la medesima accademia per l'apprezzamento del suo dipinto Il boschetto di Francavilla al Chiatamone, oggi appartenente alle collezioni di palazzo Zevallos. Cominciarono tempi nuovi anche per l'Accademia che troverà in Pitloo un professore attento, puntuale e tutto dedito al lavoro. Tra i suoi allievi il pittore di origine tirolese Jean Grossgasteiger. Pitloo, infine, morì il 22 giugno del 1837, stroncato prematuramente dal colera. Fu sepolto a Napoli, nel cimitero dei Protestanti.

## Stile

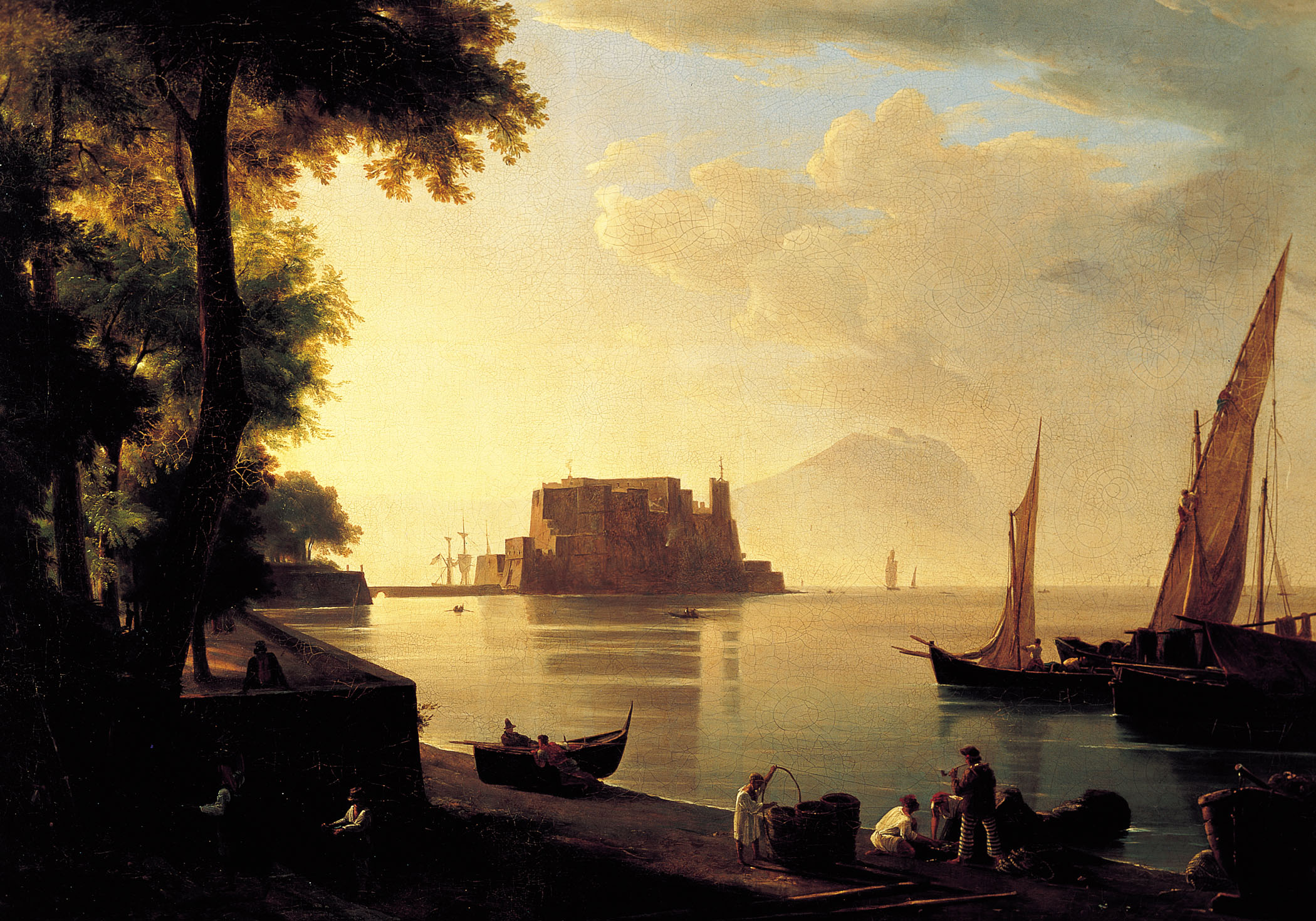
Anton Sminck van Pitloo, Castel dell'Ovo dalla spiaggia

Anton Sminck van Pitloo è considerato, insieme all'allievo Giacinto Gigante, fra gli esponenti più sensibili e significativi della cosiddetta «scuola di Posillipo». La novità ascrivibile a Pitloo sta nell'essersi definitivamente staccato dalla resa del dato puramente
veristico ed illustrativo e, generalmente, dalla tradizionale pittura di paesaggio, da lui indirizzata verso sentieri di aggiornata modernità.
La tradizione paesaggistica ottocentesca, infatti, mirava ancora a una diretta restituzione del reale, dimostrandosi così ancora condizionata dal carattere analitico e documentaristico delle vedute di Jakob Philipp Hackert. Pitloo, al contrario, abbandona lo zelo indagatorio del vedutismo d'impronta classicista e approda a un'osservazione del dato naturalistico decisamente romantica, caratterizzata da una sensibile attenzione alle vibrazioni della luce e dei colori (rese quasi con occhio da impressionista) e dalla presenza di vive suggestioni personali derivanti dall'osservazione diretta dei luoghi. Altra novità introdotta da Pitloo fu l'impiego dell'innovativa tecnica della pittura a olio su carta montata su tela o cartone (la cosiddetta «carta intelata»); questo metodo, già sperimentato in Francia da Corot, fu accolto assai entusiasticamente dai posillipisti e certamente contribuì al rinnovamento in chiave romantica del paesaggismo napoletano, che sino ad allora veniva eseguita a cavalletto.
Molto significativa, oltre all'esperienza francese di Corot, è stata l'influenza di William Turner, pittore dal quale prese ispirazione per una libera interpretazione della natura e che, come hanno osservato Paolo Ricci e Raffaele Causa, certamente ha rappresentato per il Pitloo «una nuova via per approfondire il problema della luce senza turbare l'ordine stabilito dalla sua visione naturale». Anche la formazione romana ha fornito uno stimolo sostanziale al Pitloo, che risultò affascinato dagli «irreali tagli di luce e [dal]le sospese atmosfere dei miti meriggi respirati nella città Eterna», fenomeni atmosferici che «corroborarono la nordica visione descrittiva dell'olandese con un lirismo ottico impetrato attraverso l'aggressione sensoria del colore, avvolge, quasi una macchia corottiana» (Michelangelo Agostini).